# Ale Kino+
Ale Kino+ – polski kanał filmowy nadający filmy z całego świata, klasykę, filmy kultowe i niezależne. Poza filmami w ramówce pojawiają się także seriale, reportaże poświęcone kinematografii, wywiady i magazyny.

## Historia
Kanał rozpoczął nadawanie 16 kwietnia 1999.
Od 2005 roku kanał współorganizuje Festiwal Filmy Świata. Prezentuje on najnowsze, nagradzane na najważniejszych festiwalach produkcje spoza zachodniego kręgu kulturowego.
W 2006 na antenie zadebiutował magazyn "Kino mówi".
11 listopada 2011 kanał Ale Kino! otrzymał nową nazwę Ale Kino+ i rozpoczął nadawanie w jakości HD. Kanał jest dostępny na platformach satelitarnych Canal+, Polsat Box i w sieciach kablowych.
1 września 2014 r. zmieniona została oprawa graficzna i logo. Obecna oprawa obowiązuje od maja 2019 r.
Do 20 marca 2022 r. kanał nadawał w godzinach 8:00-6:00. Od 21 marca 2022 r. do 31 grudnia 2023 r. kanał ten nadawał w godzinach 7:30-6:00. Od 1 stycznia 2024 r. do 31 stycznia 2024 r. kanał nadawał w godzinach 7:00-6:00. Od 1 lutego 2024 r. kanał nadaje w godzinach 6:30-6:00.

## Logo
| Lata                                 | Opis | Logo |
| ------------------------------------ | --- | ---- |
| 16 kwietnia 1999 – 31 marca 2003     | Różowa stylizowana litera "k", nad nią kółko z wykrzyknikiem, a pod nią czarny napis "ale kino!".                                                                |      |
| 1 kwietnia 2003 – 28 kwietnia 2006   | Podobne do poprzedniego, usunięto kółko z wykrzyknikiem, a litera "k" jest ciemniejsza i mniejsza.                                                               |      |
| 29 kwietnia 2006 – 10 listopada 2011 | Przekrzywiony kwadrat w kolorze czerwonym, a na nim znajdują się napisy: mniejszy "ale" i większy "kino!"                                                        |      |
| 11 listopada 2011 – 31 sierpnia 2014 | Charakterystyczna czerwona "karteczka", na której jest stylizowany napis "ale kino". "Karteczka" znajduje się na czarnym prostokącie z plusem po prawej stronie. |      |
| od 1 września 2014                   | "Przycięty" czerwony prostokąt znajdujący się na logo "CANAL+". Jednak zamiast napisu "CANAL" znajduje się tam tekst "Ale kino".                                 |      |

## Wybrane programy z ramówki
- Nawet myszy idą do nieba
- Polska z góry
- Maria Antonina
- Vera 10
- Dziewczyna z moich snów
- Kruk. Czorny Woron nie śpi
- Bez powrotu
- C’mon C’mon
- Laika i Nemo